# 冴木エリカ
冴木 エリカ（さえき エリカ、1997年3月27日 - ）は、日本の元AV女優。クローネ所属

## 略歴・人物
趣味は買い物、美容、カラオケ

## 出演作品

### 2017年
- AVデビュー 真・刺青の女（6月19日、バミューダ）
- 痴漢冤罪報復-性悪不良JK3人を肉棒陵辱-（9月15日、プレステージ）
- 正義か悪か！？女戦闘員DUALFACE（12月22日、GIGA）

### 2018年
- ガチンコ全裸女子ボクシング（1月25日、ROCKET）
- 足立区ヤンキーマッサージ 3発目（1月26日、プレステージ）
- 女幹部純愛物語（1月26日、GIGA）
- 腐女子教師をギャルがサセコにプロデュース（2月9日、ケイ・エム・プロデュース）
- オチ●ポ依存症ギャルビッチの挑発ベロ舐めでイカされたい（3月2日、ドリームチケット）
- 一途で優しい巨乳黒ギャルの彼女が俺の親父に寝取られ種付けプレスされていた。（3月2日、ダスッ！）
- オヤジ相手に制服黒ギャルのガンガン腰振り高速騎乗位中出し（4月1日、ムーディーズ）